# داریا ترافانکوفسکا
داریا ترافانکوفسکا (لهستانی: Daria Trafankowska؛ ‏ ۵ ژانویه ۱۹۵۴–۹ آوریل ۲۰۰۴) بازیگر و روزنامه‌نگار اهل لهستان است. وی دانش‌آموختهٔ رشتهٔ بازیگری در مدرسه ملی فیلم ووچ بود.
از فیلم‌ها یا مجموعه‌های تلویزیونی که وی در آن‌ها نقش داشته است، می‌توان به سرنوشت‌های لهستانی، در خوشی و سختی، خانه، مارپیچ، سالی از خورشید خاموش، جادوگر جوان، فرار از سینما لیبرتی، قضاوت درباره فراچیشکا کووسا و آزمون بازیگری اشاره نمود.